# Calamaria prakkei
Calamaria prakkei — вид змій родини полозових (Colubridae). Ендемік Малайзії.

## Поширення і екологія
Calamaria prakkei відомі з типової місцевості, розташованої в околицях затоки Сандакан в штаті Сабах на острові Калімантан. Вони живуть у вологих тропічних лісах, серед опалого листя.

## Збереження
МСОП класифікує цей вид як такий, що перебуває на межі зникнення. Calamaria prakkei загрожує знищення природного середовища.